# Spring Byington
Spring Dell Byington (Colorado Springs, 17 ottobre 1886 – Los Angeles, 7 settembre 1971) è stata un'attrice statunitense.

## Biografia
Figlia del professor Edwin Lee Byington, educatore e ispettore scolastico in Colorado, e di Helen Maud Cleghorn, dopo la morte del padre Spring Byington si trasferì prima a Denver e poi a Boston, dove la madre si laureò in medicina. Rientrata a Denver, Helen Maud intraprese la professione medica, mentre la giovane Spring studiò alla North High School e iniziò a recitare all'età di quattordici anni nella Elitch Garden Stock Company, diretta dall'attrice Mary Elitch, amica di sua madre.
Non ancora ventenne, la Byington partecipò a una lunga serie di tournée negli Stati Uniti con compagnie teatrali di repertorio e, nel 1910, intraprese un tour professionale in Argentina, durante il quale sposò Roy Carey Chandler, il manager della compagnia. La coppia rimase in Sudamerica fino al 1916, anno in cui fece rientro negli Stati Uniti per la nascita della figlia Phyllis.
Dopo aver dato alla luce la seconda figlia, Lois, nel 1919 la Byington riprese le tournée teatrali e debuttò a Broadway nel 1924 con la commedia Beggar on Horseback di George S. Kaufman e Marc Connelly, che rimase in cartellone per sei mesi e venne più volte riproposta nel decennio successivo, periodo durante il quale l'attrice si affermò come brillante interprete teatrale in altre pièce quali Once in a Lifetime di Kaufman e Moss Hart, When Ladies Meet e Jig Saw.
Dopo un piccolo ruolo nel cortometraggio Papa's Slay Ride (1931), la Byington raggiunse il successo anche sul grande schermo con il ruolo di Marmee March nel film Piccole donne (1933) di George Cukor. Il personaggio della dolce e rassicurante madre delle quattro sorelle March fu il primo di una lunga serie di figure materne e di buon cuore che la Byington interpretò durante la sua carriera. Dal 1936 al 1940 l'attrice fu protagonista di una serie di pellicole incentrate sulle vicissitudini della Famiglia Jones,  fra le quali Too Busy to Work (1939) e ottenne una candidatura all'Oscar alla miglior attrice non protagonista per il ruolo di Penny Sycamore, la padrona di casa con la testa fra le nuvole, che scrive a macchina commedie incompiute, nel film L'eterna illusione (1938) di Frank Capra, interpretato con James Stewart e Jean Arthur.
La sua carriera cinematografica proseguì negli anni quaranta con la partecipazione alle commedie brillanti Arriva John Doe (1941), ancora per la regia di Frank Capra, Ragazze che sognano (1942) di Rouben Mamoulian, Il cielo può attendere (1943) di Ernst Lubitsch, e il dramma in costume Il castello di Dragonwyck (1946), esordio nella regia di Joseph L. Mankiewicz.
Durante il periodo della seconda guerra mondiale, l'attrice iniziò a recitare alla radio, raggiungendo una vasta popolarità nel 1952 con December Bride, uno show per la CBS nel quale interpretò il ruolo della vedova Lily Ruskin. Nel 1954 la Desilu Productions curò la trasposizione televisiva della sitcom, che ebbe grande successo e andò in onda per 111 episodi fino al 1959, facendo guadagnare alla Byington due candidature consecutive al premio Emmy nel 1957 e nel 1958. Altre sue partecipazioni televisive furono quelle nella serie western Laramie (1961-1963), nel ruolo di Daisy Cooper, e Batman, in cui interpretò il ruolo comico di J. Pauline Spaghetti in due episodi girati nel 1966.

## Riconoscimenti
Per il suo contributo all'industria cinematografica e per la sua attività televisiva, all'attrice vennero assegnate due stelle sulla Hollywood Walk of Fame: la prima, per il cinema, al 6507 e la seconda, per la televisione, al 6231 di Hollywood Blvd.
Premi Oscar 1939 – Candidatura all'Oscar alla miglior attrice non protagonista per L'eterna illusione

## Filmografia

### Cinema
- Papa's Slay Ride - cortometraggio (1930)
- Piccole donne (Little Women), regia di George Cukor (1933)
- Il segreto del Tibet (Werewolf of London), regia di Stuart Walker (1935)
- Sulle ali della canzone (Love Me Forever), regia di Victor Schertzinger (1935)
- Orchids to You, regia di William A. Seiter (1935)
- Cuori incatenati (Way Down East), regia di Henry King (1935)
- La tragedia del Bounty (Mutiny on the Bounty), regia di Frank Lloyd (1935)
- Ah, Wilderness!, regia di Clarence Brown (1935)
- Broadway Hostess, regia di Frank McDonald (1935)
- Lotta di spie (The Great Impersonation), regia di Alan Crosland (1935)
- The Voice of Bugle Ann, regia di Richard Thorpe (1936)
- Every Saturday Night, regia di James Tinling (1936)
- Educating Father, regia di James Tinling (1936)
- Palm Springs, regia di Aubrey Scotto (1936)
- Back to Nature, regia di James Tinling (1936)
- Stage Struck, regia di Busby Berkeley (1936)
- Infedeltà (Dodsworth), regia di William Wyler (1936)
- The Girl on the Front Page, regia di Harry Beaumont (1936)
- La carica dei seicento (The Charge of the Light Brigade), regia di Michael Curtiz (1936)
- L'adorabile nemica (Theodora Goes Wild), regia di Richard Boleslawski (1936)
- Off to the Races, regia di Frank R. Strayer (1937)
- Clarence, regia di George Archainbaud (1937)
- La luce verde (Green Light), regia di Frank Borzage (1937)
- Piccoli G-men (Penrod and Sam), regia di William C. McGann (1937)
- Un affare di famiglia (A Family Affair), regia di George B. Seitz (1937)
- Big Business, regia di Frank R. Strayer (1937)
- The Road Back, regia di James Whale (1937)
- Hotel Haywire, regia di Arthur Archainbaud (1937)
- Acqua calda (Hot Water), regia di Frank R. Strayer (1937)
- Avventura a mezzanotte (It's Love I'm After), regia di Archie L. Mayo (1937)
- Borrowing Trouble, regia di Frank R. Strayer (1937)
- I filibustieri (The Buccaneer), regia di Cecil B. DeMille (1938)
- Penrod and His Twin Brother, regia di William C. McGann (1938)
- Love on a Budget, regia di Herbert I. Leeds (1938)
- Figlia del vento (Jezebel), regia di William Wyler (1938)
- A Trip to Paris, regia di Malcolm St. Clair (1938)
- Safety in Numbers, regia di Malcolm St. Clair (1938)
- L'eterna illusione (You Can't Take It with You), regia di Frank Capra (1938)
- Down on the Farm, regia di Malcolm St. Clair (1938)
- Everybody's Baby, regia di Malcolm St. Clair (1939)
- La sposa di Boston (The Story of Alexander Graham Bell), regia di Irving Cummings (1939)
- La famiglia Jones a Hollywood (The Jones Family in Hollywood), regia di Malcolm St. Clair (1939)
- Chicken Wagon Family, regia di Herbert I. Leeds (1939)
- Quick Millions, regia di Malcolm St. Clair (1939)
- Too Busy to Work, regia di Otto Brower (1939)
- A Child is Born, regia di Lloyd Bacon (1939)
- Laddie, regia di Jack Hively (1940)
- Alla ricerca della felicità (The Blue Bird), regia di Walter Lang (1940)
- Young as You Feel, regia di Malcolm St. Clair (1940)
- On Their Own, regia di Otto Brower (1940)
- My Love Came Back, regia di Curtis Bernhardt (1940)
- Il ponte dell'amore (Lucky Partners), regia di Lewis Milestone (1940)
- Arkansas Judge, regia di Frank McDonald (1941)
- Il diavolo si converte (The Devil and Miss Jones), regia di Sam Wood (1941)
- Arriva John Doe (Meet John Doe), regia di Frank Capra (1941)
- Ellery Queen and the Perfect Crime, regia di James P. Hogan (1941)
- Quando le signore si incontrano (When Ladies Meet), regia di Robert Z. Leonard (1941)
- The Vanishing Virginian, regia di Frank Borzage (1942)
- Condannatemi se vi riesce! (Roxie Hart), regia di William A. Wellman (1942)
- Ragazze che sognano (Rings on Her Fingers), regia di Rouben Mamoulian (1942)
- The Affairs of Martha, regia di Jules Dassin (1942)
- The War Against Mrs. Hadley, regia di Harold S. Bucquet (1942)
- Presenting Lily Mars, regia di Norman Taurog (1943)
- Il cielo può attendere (Heaven Can Wait), regia di Ernst Lubitsch (1943)
- Crepi l'astrologo (The Heavenly Body), regia di Alexander Hall (1944)
- Reward Unlimited, regia di Jacques Tourneur (1944)
- Al tuo ritorno (I'll Be Seeing You), regia di William Dieterle (1944)
- Il villino incantato (The Enchanted Cottage), regia di John Cromwell (1945)
- La corsa della morte (Salty O'Rourke), regia di Raoul Walsh (1945)
- Luna senza miele (Thrill of a Romance), regia di Richard Thorpe (1945)
- Il capitano Eddie (Captain Eddie), regia di Lloyd Bacon (1945)
- Tornerai (Meet Me on Broadway), regia di Leigh Jason (1946)
- Una lettera per Eva (A Letter for Evie), regia di Jules Dassin (1946)
- Il castello di Dragonwyck (Dragonwyck), regia di Joseph L. Mankiewicz (1946)
- La mamma non torna più (Little Mister Jim), regia di Fred Zinnemann (1946)
- Faithful in My Fashion, regia di Sidney Salkow (1946)
- Mio fratello parla con i cavalli (My Brother Talks to Horses), regia di Fred Zinnemann (1947)
- Living in a Big Way, regia di Gregory La Cava (1947)
- Singapore, regia di John Brahm (1947)
- Cinzia (Cynthia), regia di Robert Z. Leonard (1947)
- L'uomo dei miei sogni (It Had to Be You), regia di Don Hartman e Rudolph Maté (1947)
- La moglie ricca (B.F.'s Daughter), regia di Robert Z. Leonard (1948)
- I fidanzati sconosciuti (In the Good Old Summertime), regia di Robert Z. Leonard (1949)
- La pista di fuoco (The Big Wheel), regia di Edward Ludwig (1949)
- Testa rossa (The Reformer and the Redhead), regia di Melvin Frank e Norman Panama (1950) (voce non accreditata)
- Credimi (Please Believe Me), regia di Norman Taurog (1950)
- Amo Luisa disperatamente (Louisa), regia di Alexander Hall (1950)
- The Skipper Surprised His Wife, regia di Elliott Nugent (1950)
- Il passo del diavolo (Devil's Doorway), regia di Anthony Mann (1950)
- Ormai ti amo (Walk Softly, Stranger), regia di Robert Stevenson (1950)
- According to Mrs. Hoyle, regia di Jean Yarbrough (1951)
- Bannerline, regia di Don Weis (1951)
- Angels in the Outfield, regia di Clarence Brown (1951)
- Non c'è posto per lo sposo (No Room for the Groom), regia di Douglas Sirk (1952)
- Da quando sei mia (Because You're Mine), regia di Alexander Hall (1952)
- The Rocket Man, regia di Oscar Rudolph (1954)
- Non mangiate le margherite (Please Don't Eat the Daisies), regia di Charles Walters (1960)

### Televisione
- Pulitzer Prize Playhouse – serie TV, 2 episodi (1950-1951)
- The Bigelow Theatre – serie TV, 1 episodio (1951)
- Make Room for Daddy – serie TV, 1 episodio (1953)
- The Ford Television Theatre – serie TV, 1 episodio (1954)
- Studio 57 – serie TV, 1 episodio (1956)
- Strange Stories – serie TV, 1 episodio (1956)
- The 20th Century-Fox Hour – serie TV, episodio 2x03 (1956)
- December Bride – serie TV, 196 episodi (1954-1959)
- I detectives (The Detectives) – serie TV, episodio 1x29 (1960)
- Goodyear Theatre – serie TV, episodio 3x17 (1960)
- The Tab Hunter Show – serie TV, 1 episodio (1960)
- Alfred Hitchcock presenta (Alfred Hitchcock Presents) – serie TV, episodio 6x11 (1960)
- Dennis the Menace – serie TV, 1 episodio (1961)
- Laramie – serie TV, 58 episodio (1961-1963)
- Mister Ed, il mulo parlante (Mister Ed) – serie TV, 1 episodio (1963)
- The Greatest Show on Earth – serie TV, episodio 1x28 (1964)
- Polvere di stelle (Bob Hope Presents the Chrysler Theatre) – serie TV, 1 episodio (1964)
- Il ragazzo di Hong Kong (Kentucky Jones) – serie TV, episodio 1x22 (1965)
- Il dottor Kildare (Dr. Kildare) – serie TV, 2 episodi (1965)
- Batman – serie TV, 2 episodi (1966)
- Strega per amore (I Dream of Jeannie) – serie TV, 1 episodio (1967)
- The Flying Nun – serie TV, 1 episodio (1968)

### Apparizioni in film e documentari
- Some of the Best: Twenty-Five Years of Motion Picture Leadership documentario (1949)

## Doppiatrici italiane
- Giovanna Scotto in Arriva John Doe, Il cielo può attendere, Al tuo ritorno, Luna senza miele, Amo Luisa disperatamente, Non c'è posto per lo sposo
- Tina Lattanzi in Figlia del vento, L'eterna illusione, La corsa della morte
- Clelia Bernacchi in I filibustieri
- Wanda Tettoni in Ormai ti amo
- Franca Dominici in Non mangiate le margherite
- Serena Spaziani nel ridoppiaggio[4] di Piccole donne